# Китикмеот
Китикмеот (англ. Kitikmeot Region, фр. Kitikmeot, инуктитут ᕿᑎᕐᒥᐅᑦ) — административный регион в Нунавуте, Канада.

## География
Регион Китикмеот включает в себя южную и восточную части острова Виктория, материковую часть по ту сторону заливов Коронации и Королевы Мод, полуостров Бутия, остров короля Уильяма, южную часть острова Принца Уэльского.
Административный центр Китикмеота — Кеймбридж-Бей.

### Населённые пункты
В скобках указано население и год переписи. Сортировка — по убыванию количества жителей
- Кеймбридж-Бей (1477 — 2006)
- Куглуктук (1450 — 2011)
- Йоа-Хейвен (1279 — 2011)
- Талойоак (809 — 2006)
- Кугаарук (688 — 2006)
- Умингмакток (0 — 2016)
- Батерст-Инлет (0 — 2011)

### Достопримечательности
- Территориальный парк Овайок[англ.]
- Территориальный парк Куглук/Блади[англ.]
- Заповедник перелётных птиц Залива Королевы Мод[англ.]

## Демография
В 2006 году население района Китикмеота составило 5361 человек, что на 11,3 % больше, чем в 2001 году. При площади  региона в 446 728 км², средняя плотность населения составила 0,012 человек на квадратный километр.
Расовый состав
- инуиты — 88,3 % (в. т. ч. 1,3 % — другие коренные жители)
- индейцы — 0,6 %
- метисы — 0,7 %
- неаборигены — 10,4 %[2]